# Laura Papendick

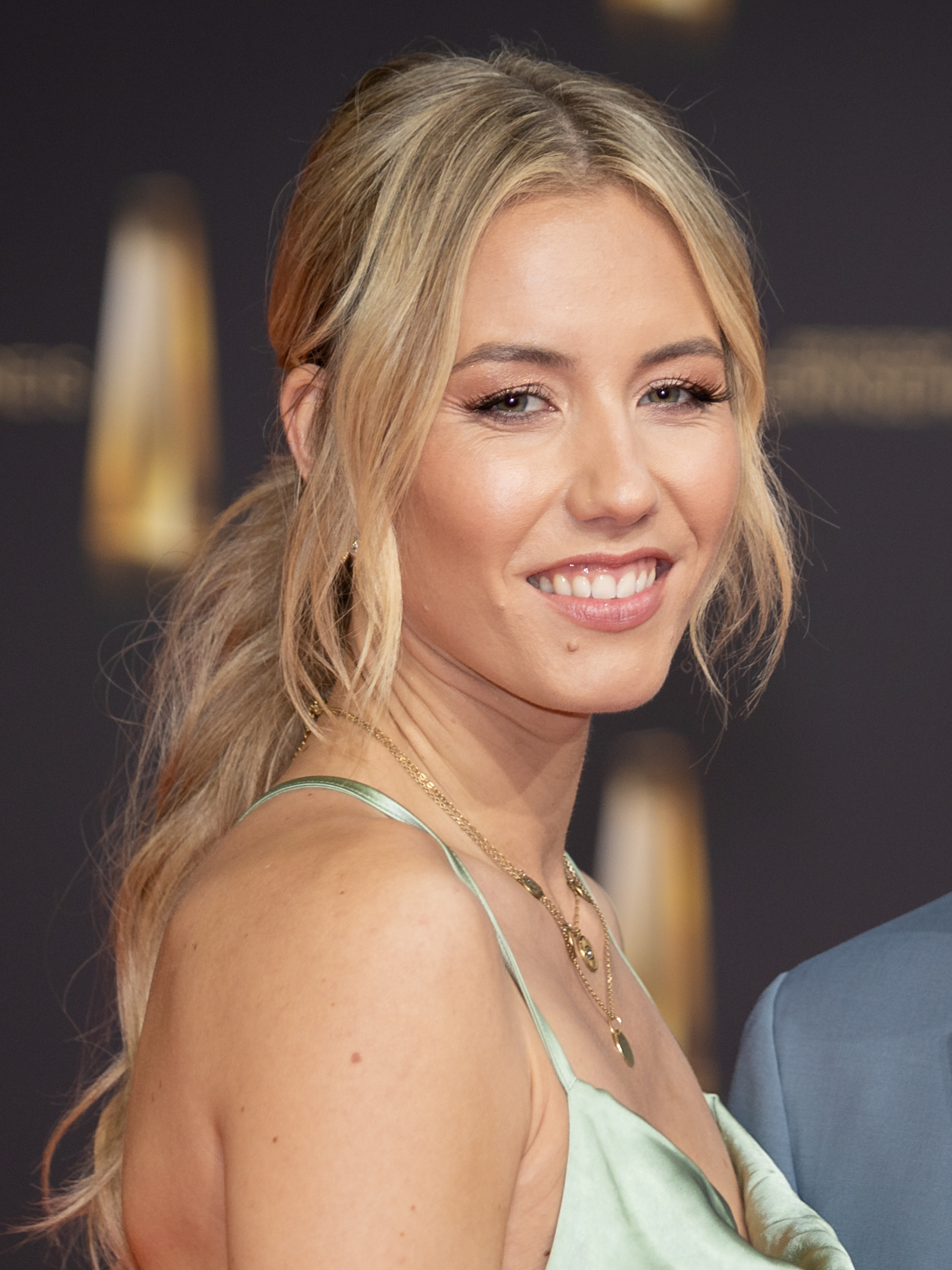
Laura Papendick (2022)

Laura Papendick (* 21. Januar 1989 in Bergisch Gladbach) ist eine deutsche Fernsehmoderatorin und Journalistin.

## Leben
Papendick studierte Sportjournalismus in Köln. Erste Erfahrungen als Reporterin und Redakteurin sammelte sie für die DFL Digital Sports GmbH, einer Tochtergesellschaft der DFL Deutsche Fußball Liga, die für deren digitale Inhalte zuständig ist.
Papendick war in ihrer Jugend Leistungsschwimmerin und konnte sich für die Deutsche Meisterschaft qualifizieren. Als sportliches Vorbild nennt sie Franziska van Almsick. Bis Anfang 2021 war sie mit dem Fernsehsportmoderator und -kommentator Olivier Zwartyes liiert. Seit dem 12. August 2021 ist sie mit dem Fernsehdarsteller und Reality-TV-Teilnehmer Alexander Hindersmann liiert. Beide gaben ihre Beziehung erst am ersten Jahrestag öffentlich bekannt. Anfang Februar 2023 gab sie ihre erste Schwangerschaft bekannt. Im Juni 2023 wurden sie Eltern eines Sohnes.

## Wirken
Für den Fußball-Bundesligisten Bayer 04 Leverkusen war sie als Moderatorin beim Klubkanal Bayer 04-TV tätig. Ab 2015 arbeitete sie als Reporterin für Sky Deutschland. 2016 rückte sie in das Moderatorenteam von Sky Sport News HD auf. Durch ihre dortigen Leistungen wurde sie 2017 für den Deutschen Sportjournalistenpreis in der Kategorie Newcomer nominiert. Hinter Marco Hagemann erreichte sie den zweiten Platz.
2019 wechselte sie in das Moderatorenteam von Sport1. Dort moderierte sie die Sendungen Bundesliga aktuell, Bundesliga Pur und als Co-Moderatorin den Doppelpass im Wechsel mit Jochen Stutzky und Ruth Hofmann. Im Wechsel mit Thomas Helmer moderierte sie den Fantalk. Außerdem war sie Moderatorin des Formats Sport1 News.
Am 30. Mai 2021 wurde Papendicks Wechsel zur RTL Group bekannt gegeben. Für die Sender RTL und Nitro kommt sie unter anderem als Moderatorin bei der UEFA Europa League und bei der Formel 1 zum Einsatz.

## Werke (Auswahl)
- 2016–2019: Sky Sport News HD
- 2019–2021: Bundesliga aktuell
- 2019–2022: Fantalk
- 2023: RTL Wasserspiele

## Auszeichnungen
- Deutscher Sportjournalistenpreis 2017: Beste(r) Newcomer(in) Platz 2